# Jules Eugène Lenepveu
Jules Eugène Lenepveu (Angers, 12 de dezembro de 1819 – Paris, 16 de outubro de 1898) foi um pintor francês.

## Biografia
Foi aluno da Escola de Belas Artes de Angers, e em seguida foi admitido no ateliê do pintor François-Édouard Picot em Paris. Depois de vencer o Prix de Roma, ele foi à Roma para completar seus estudos. Tornou-se famoso por suas grandes composições de temas históricos, incluindo os tetos da Ópera de Paris (1869–1871), imitados por um trabalho de Marc Chagall em 1964, e do teatro em Angers (1871). Foi diretor da Academia Francesa em Roma de 1873 a 1878.

## Prêmios
- 1847: Prêmio de Roma em pintura.
- 1862: Cavaleiro da Legião de Honra.
- 1876: Oficial da Legião de Honra.
- 1878: distinto da ordem de Commandeur de Saint-Grégoire.
- 1893: distinto da ordem de Commandeur d'Isabelle la Catholique.

## Obras
- Les martyrs aux catacombes, 1855, óleo sobre tela, Museu d'Orsay.
- Les Muses, 1872, pintura sobre teto, Museu d'Orsay.
- Jeanne d'Arc bergère, 1886 a 1890, Panthéon de Paris.
- Jeanne d'Arc en armure devant Orléans, 1886 a 1890, Panthéon de Paris.
- Jeanne d'Arc sur le bûcher à Rouen, 1886 a 1890, Panthéon de Paris.
- Jeanne d'Arc à Reims lors du sacre du roi Charles VII, 1886 a 1890, Panthéon de Paris.

## Homenagens
- Em 1900, um monumento foi erguido em sua homenagem no pátio da École nationale supérieure des beaux-arts de Paris.
- Uma rua carrega seu nome em Angers.

## Galeria

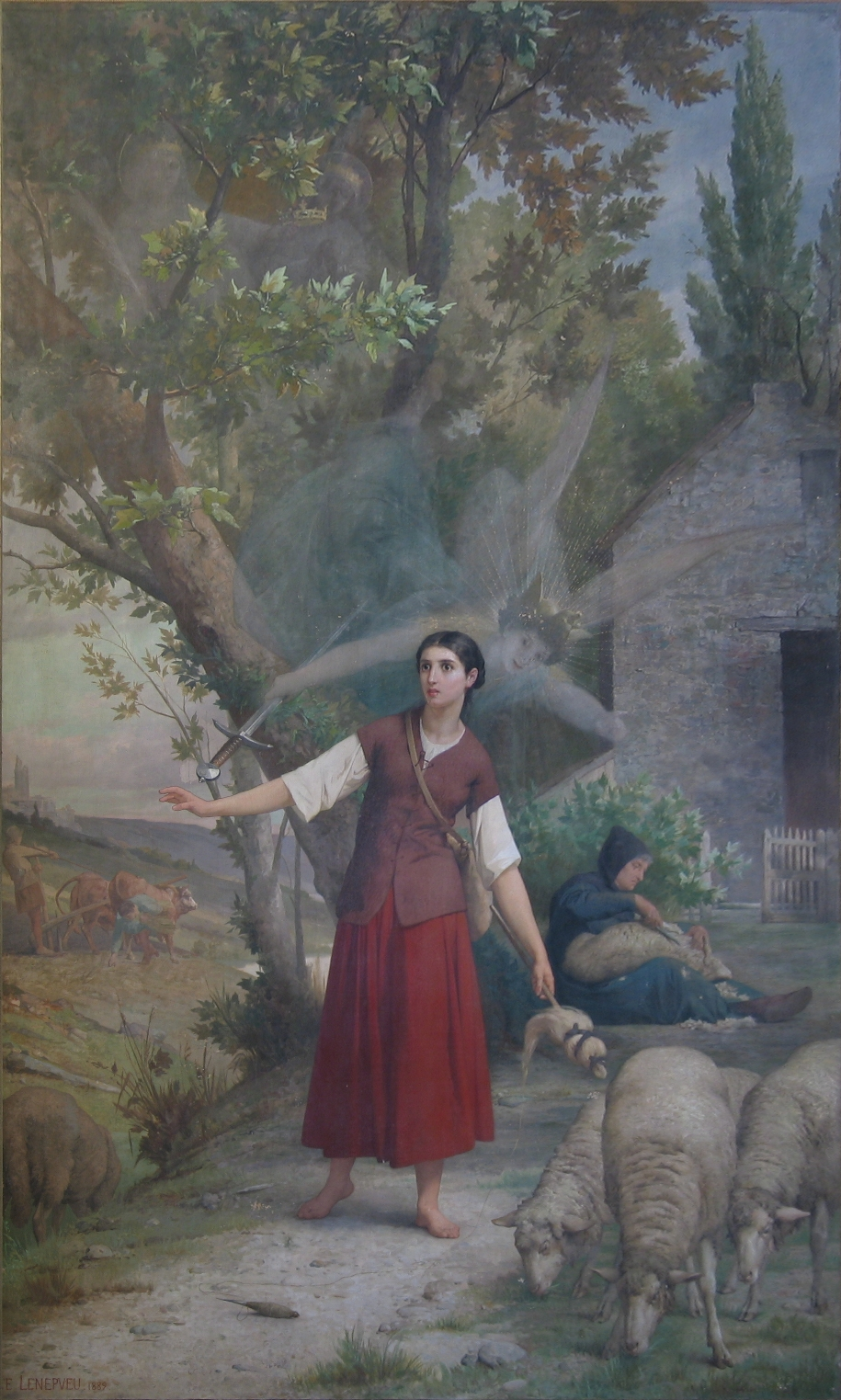
Joana d'Arc pastora (Panthéon de Paris, 1889).
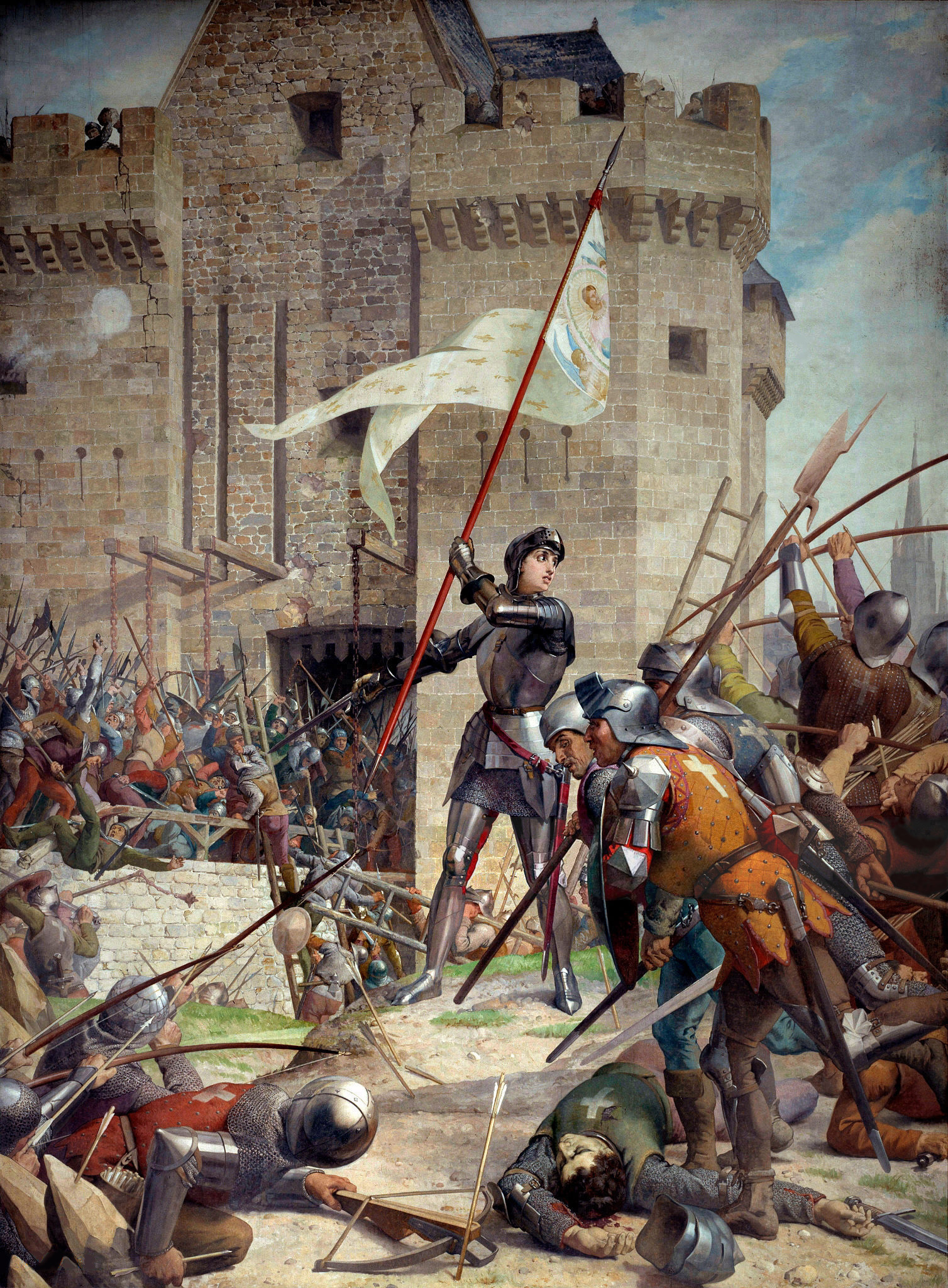
Joana d'Arc vestida com armadura diante de Orléans, pintura mural,(Panthéon de Paris, 1886–1890).
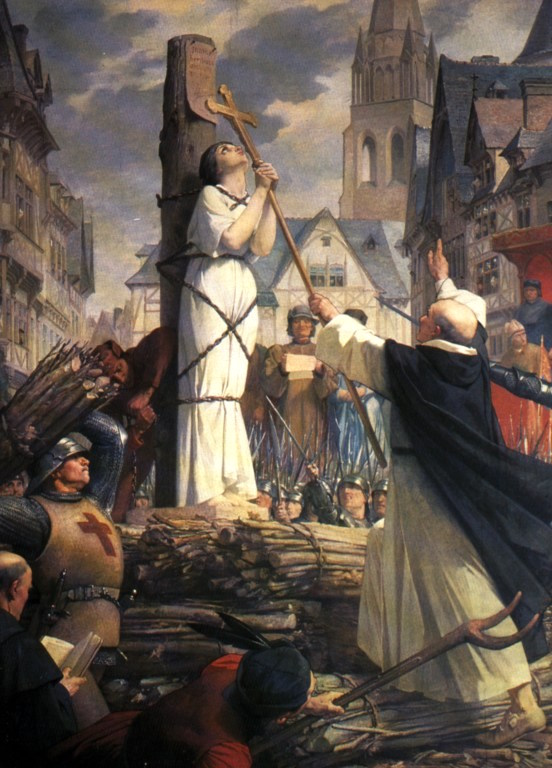
Joana d'Arc na folgueira em Rouen (Panthéon de Paris, 1886–1890).
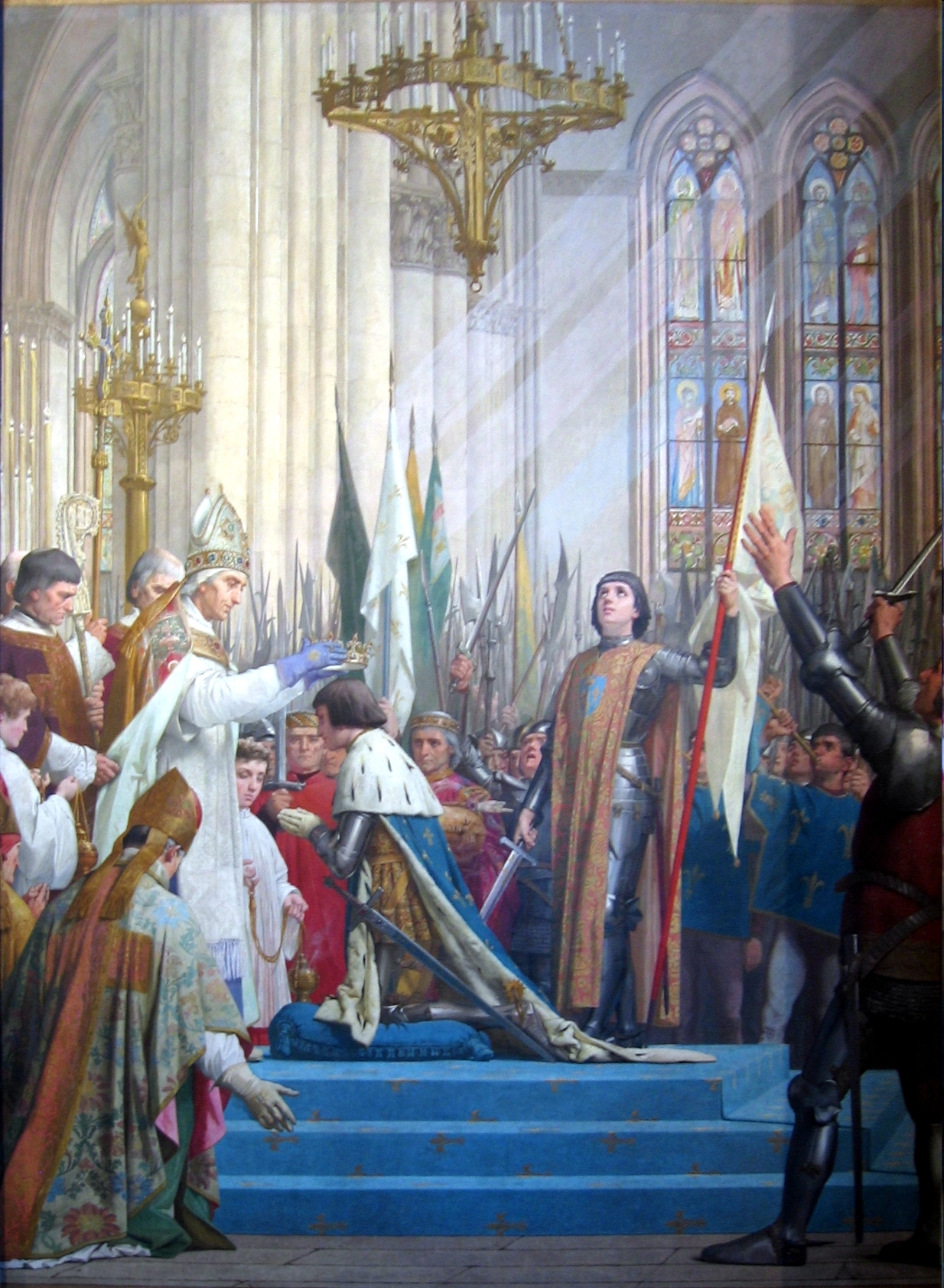
Joana d'Arc na coroação de Carlos VII em Reims (Panthéon de Paris, 1889–1890).